# Rupea
Rupea (in ungherese Kőhalom, in tedesco Reps) è una città della Romania di 5 783 abitanti, ubicata nel distretto di Brașov, nella regione storica della Transilvania. Sorge sul Fiume Tâmava Mick.
Fa parte dell'area amministrativa anche la località di Fișer situata a 8 km a nord-ovest.

## Storia
Era un insediamento romano del II secolo dove si sarebbe combattuto lo scontro decisivo fra i Daci e i Romani. Nel XII secolo divenne una importante città mercato sotto il dominio sassone. Subì l'assalto dei Mongoli del 1214 e un secolo più tardi degli Ungheresi ma non resistette all'attacco turco del 1421, quando la fortezza fu distrutta. In seguito fu contesa fra i voivoda di Valacchia, Moldavia e Transilvania. Vi è nato il grande archeologo ungherese Gyula László.

## Monumenti e luoghi d'interesse

### Castello

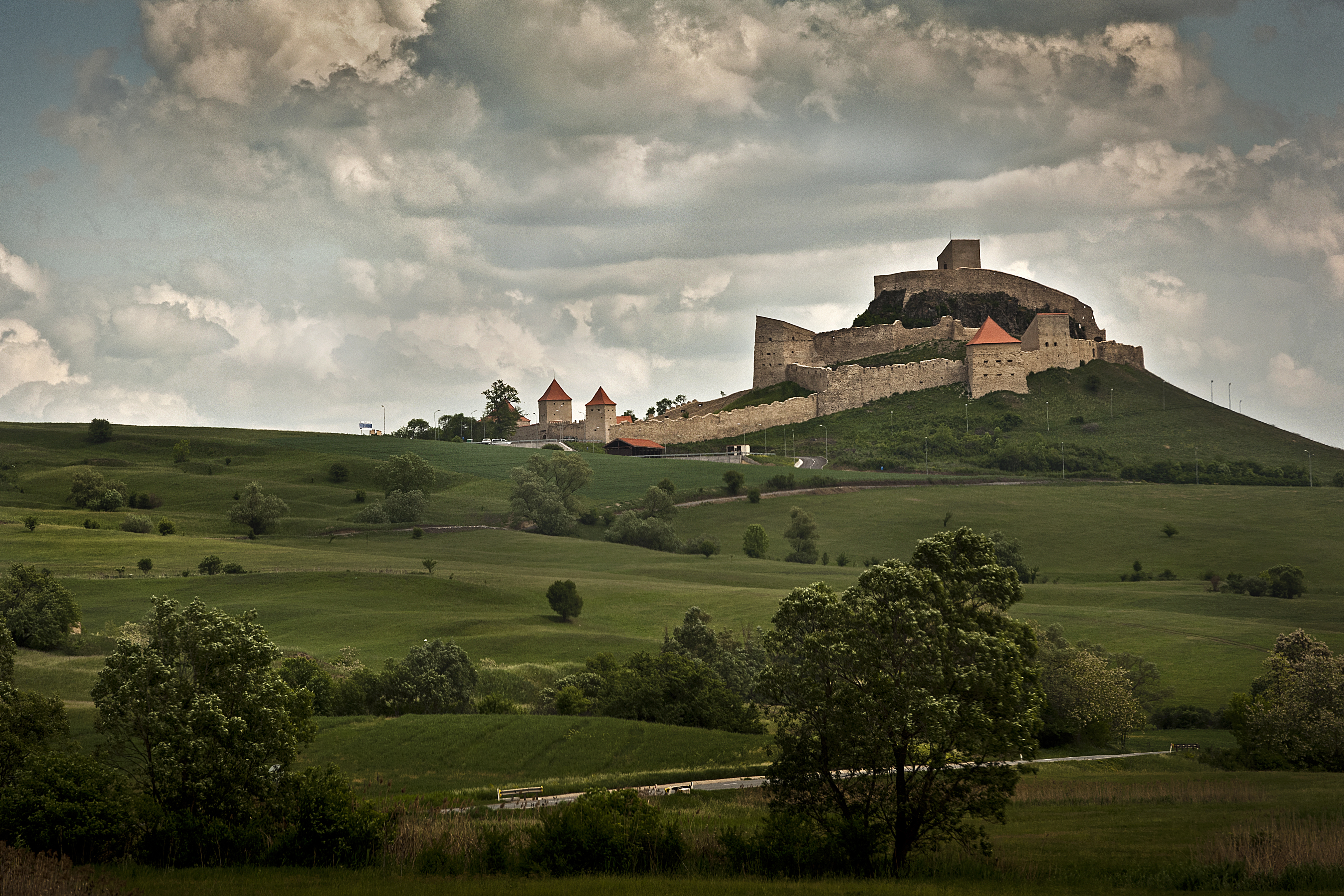
La fortezza

Il castello, costruito nell'XI secolo, sorge sulle pendici del colle basaltico Kohalmer Berg (578 m). Fu menzionato per la prima volta nel 1324 come castrum Kuholm (mucchio di pietra) e fu sede giudiziara e amministrativa. Nel 1421 il castello fu distrutto dai Turchi, poi ricostruito e ampliato. Nel 1716, divenne un rifugio per le persone che cercavano riparo dalla peste. Le sue  alte mura divennero vitali anche nel 1788 quando i Turchi fecero un'ulteriore invasione. Nel 1790 un violento temporale distrusse i bastioni e i tetti facendoli cadere in rovina tanto che fu abbandonata per più di duecento anni. Dal 1954 sono iniziati i lavori di restauro ultimati nel 2013. La fortezza è divisa in tre parti: la Fortezza Superiore, edificata dai Sassoni sulle rovine della fortezza dacia, la Fortezza di Mezzo, costruita nel XV secolo presenta cinque torri fra cui la singolare Torre Pentagonale, la Cappella e la camera dei dignitari, e la Fortezza di Sotto, che è stata costruita nel XVIII secolo ed è la parte più esposta della fortezza con magazzini, quattro torri e un pozzo profondo 41 metri.

### Chiesa evangelica
Fu costruita nel  XV secolo come chiesa a sala gotica e successivamente dotata di un campanile barocco.

### Museo etnografico Gheorghe Cernea
Ospitato in un edificio storico del XVIII secolo nel centro della cittadina, è dedicato alla vita della zona con particolare attenzione alle tradizioni ungheresi e sassoni: sono ricostruiti la produzione delle ceramiche di Drăuşeni, la tradizionale casa rurale, un vecchio negozio. la pesca tradizionale sul fiume Olt e la cerimonia del matrimonio.

### Chiesa fortificata di Fișer
Fu costruita fuori dall'abitato del villaggio di Fișer nel XV secolo e ristrutturata nel XIX secolo.

## Amministrazione

### Gemellaggi
Rupea è gemellata con:
- Belgio Denderleeuw dal 1989[1][2]